# (312645) 2010 EP65
2010 إي بي 65 (ويعرف أيضًا باسم (312645) 2010 إي بي 65 وفق تسمية الكوكب الصغير) (بالإنجليزية: 2010 EP65)‏ هو كويكب ضمن حزام الكويكبات؛ وترتيبه 312645 من حيث الاكتشاف.
اكتُشف هذا الجُرم الفلكي بواسطة دافيد ربينويتز في 2010.

## وصلات خارجية
- (312645) 2010 EP65 في قاعدة بيانات مختبر الدفع النفاث لأجرام النظام الشمسي الصغيرة

- الاكتشاف · مخطط المدار ·  العناصر المدارية · المعلمات المادية

- (312645) 2010 EP65 على موقع ويكي سكاي: DSS2, SDSS, GALEX, IRAS, Hydrogen α, X-Ray, Astrophoto, Sky Map, Articles and images